# Presa de Hirfanlı
La presa de Hirfanlı (en turco: Hirfanlı Barajı) es una presa hidroeléctrica en el río Kizil Irmak, en Turquía. Se terminó en el año 1959. El desarrollo fue respaldado por las Obras hidráulicas estatales de Turquía.